# Confederação Brasílica
A Confederação Brasílica foi uma confederação de vilas e cidades, de curtíssima duração, que existiu entre 1822 e 1823, durante o período Colonial Angolano. Seus integrantes eram basicamente as localidades de Benguela (centro separatista e capital de facto), Quicombo, Sumbe, Porto Amboim e Luanda. A confederação, surgida no bojo das revoluções atlânticas, era uma proposta do oficialato luso-angolano, que fundou uma filial do "Partido Brasileiro", que aglutinava lusitanos, angolanos e brasileiros.
Embora dominasse exclusivamente cidades litorâneas do centro e norte angolano, a Confederação pretendia juntar a si todo o território angolano à época, do Cabo de Santa Maria a Cabinda (litoral), passando por Massangano, Malanje e Caconda (até então os marcos máximos do interior). Havia ainda a proposta de incluir São Tomé e Príncipe, Moçambique, Cabo Verde e Guiné-Bissau. Todos esses territórios, após unificados, deveriam ser juntados em uma grande confederação com o recém-independente Império do Brasil. Na verdade houve enorme expectativa entre os nacionalistas destes territórios de que a proposta fosse adiante.
A Confederação Brasílica, porém, nunca foi reconhecida por nenhum Estado independente, nem mesmo o Império do Brasil, ao qual depositavam esperanças, assim não conseguindo apoio diplomático numa investida militar contra o Reino de Portugal. Mesmo assim, alguns setores da sociedade brasileira chegaram a reclamar a necessidade de uma união brasileira com Angola e as outras colónias lusitanas.
Por fim, em 1823, tropas navais portuguesas estacionadas em São Tomé foram destacadas para combater a Confederação, que foi vencida sem dificuldades.